# 蒙特雷鎮區 (內布拉斯加州卡明縣)
蒙特雷鎮區（英語：Monterey Township）是位於美國內布拉斯加州卡明縣的一個行政鎮區。

## 地方資料
蒙特雷鎮區的面積為93.42平方千米，皆為陸地。根據2020年美國人口普查的數據，當地共有人口192人，而人口密度為每平方千米2.06人。